# Французская солидарность
Французская солидарность (фр. Solidarité Française) — французская ультраправая организация 1933—1939, одна из «мятежных лиг». Стояла на позициях национализма, антикоммунизма и бонапартизма с фашистским уклоном. Опиралась на социальные низы, выдвигала радикальные популистские требования. Располагала силовыми группами для уличных столкновений, участвовала в мятеже 6 февраля 1934. После запрета в 1936 преобразовалась в политическую партию, несколько раз меняла название, но в этом формате утратила влияние. Основатель — Франсуа Коти, лидер — Жан Рено.

## Антикоммунистическая инициатива Коти
На парламентских выборах во Франции в мае 1932 победу одержали левые партии. В январе 1933 к власти в Германии пришли национал-социалисты. Эти события резко обострили политическую обстановку во Франции. Ситуация усугублялась социально-экономическими трудностями затянувшегося мирового кризиса. Усиливались поляризация политических сил. Активизировались Французская компартия (ФКП) и ультралевые группировки; с другой стороны — ультраправые «мятежные лиги».
Французская солидарность (Solidarité Française, SF) была учреждена весной 1933. Инициатором создания выступил парфюмерный магнат Франсуа Коти, убеждённый националист и антикоммунист. Ранее он финансировал Фэсо Жоржа Валуа и Огненные кресты Франсуа де ля Рока. В 1933 он решил сделать ставку на более радикальное движение. 7 февраля 1933 Коти опубликовал статью в своей газете L’Ami du Peuple (Друг народа). Он призвал дать отпор «международному капиталу — спонсору большевизма» и ставил в пример нацистскую Германию, фашистскую Италию, консервативную Британию, санационную Польшу, королевскую Румынию, а также Бельгию и Швейцарию. Из статьи можно было сделать вывод, что во всей Европе только Франция не защитилась должным образом от коммунистической угрозы.
24 марта 1933 в «L’Ami du Peuple» появился программный материал La réforme de l'État — Реформа государства. Этот текст стал учредительным манифестом «Французской солидарности». Его тезисы выдерживались в духе национализма и антикоммунизма, с призывом усилить государственную власть, расширить полномочия президента и правительства, урезать прерогативы парламента, принять действенные антикризисные меры, жёстко подавить коммунистическую деятельность. Это было характерно для всех «мятежных лиг» и парламентских правых партий. Но в «Реформе государства» явственно просматривались популистские особенности SF — обеспечение гражданского равноправия женщин, плебисцитарность, социальная поддержка малоимущих.
Первым лидером SF являлся Франсуа Коти. Он взял на себя финансирование организации и предоставил в её распоряжение свои медиа-ресурсы. Генеральным секретарём стал отставной офицер артиллерии Жан Рено — ветеран колониальных экспедиций и Первой мировой войны, кавалер Почётного легиона. К тому времени он был известен как писатель «колониального жанра» и журналист, сотрудничавший с изданиями Коти и Марселя Бюкара. Мировоззрение Рено основывалось на своеобразном национал-романтизме, с культом военной силы и армейского порядка. Заместителями — исполнительными директорами — являлись юрист Жак Дитте, его брат Франсуа Дитте, публицист Жак Фроментен.
Численность «Французской солидарности» официально не оглашалась, но оценивалась от 30 тысяч до 80 тысяч человек (заявления руководства от 180 тысячах рассматривались как завышение). Публичные акции обычно набирали порядка 15 тысяч участников. Наиболее крупные и активные группы SF базировались в Париже, в портовых городах (Марсель, Бордо) и в Лотарингии.

## Социальный радикализм

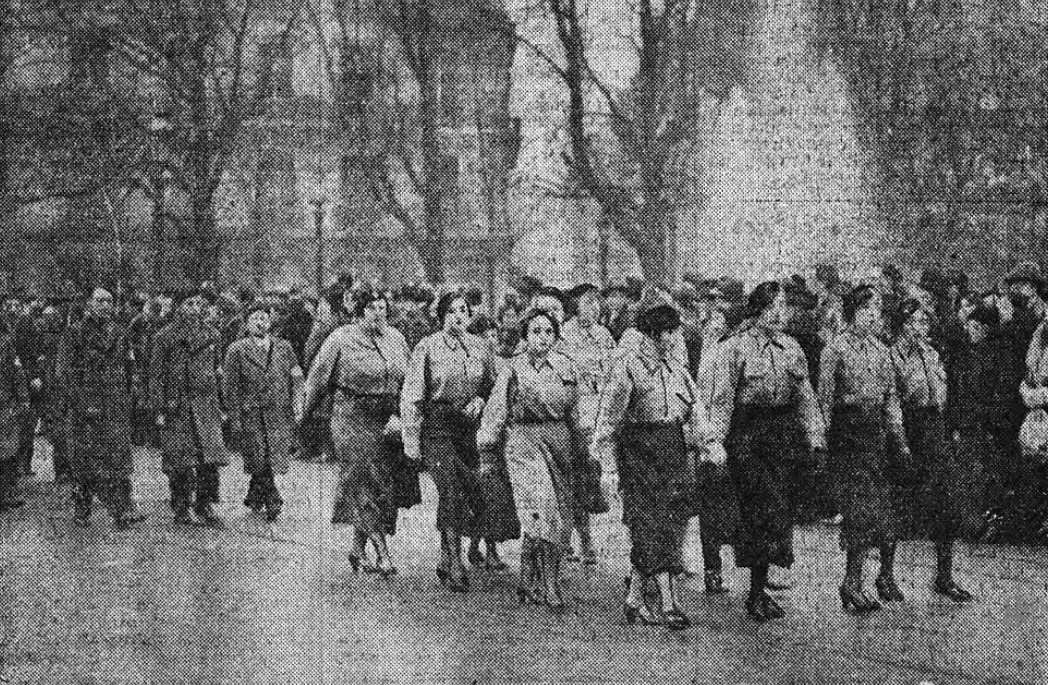
Делегация участниц «Французской солидарности»» на похоронах — активиста «Французского действия», смертельно раненого во время Путча 6 февраля 1934 года

«Французская солидарность» отличалась от других «мятежных лиг» не столько идеологическими установками, сколько социальным составом. (К примеру, «Огненные кресты» опирались в основном на военных ветеранов, роялистская Аксьон франсез — на гуманитарную интеллигенцию, Патриотическая молодёжь — на студентов, коммерсантов, технических служащих. Пролетариат в этих организациях практически отсутствовал, крестьян было немного.) Во «Французской солидарности» однозначно преобладали социальные низы.
Представители элиты — чиновники, финансисты, крупные промышленники и торговцы — практически не были представлены. Лишь один из сотни членов принадлежал к военным. Средний класс, преобладавший в других «мятежных лигах» — мелкие и средние предприниматели, технические служащие, лица свободных профессий — занимал заметно менее половины. Зато почти треть SF составляли пенсионеры, безработные и люмпены, ещё четверть — промышленные рабочие и служащие низшего звена. В совокупности эти группы давали 57 %. При этом 22 % членов были крестьянами — тоже заметное отличие от «родственных» организаций. Ещё одна важная особенность — значительное количество североафриканских иммигрантов из французских колоний, прежде всего Марокко и Алжира.
Таким образом, большинство членов «Французской солидарности» принадлежали к социальным слоям, несшим основную тяжесть экономического кризиса. Этим определялись социальные приоритеты, политический радикализм и повышенная агрессивность. Здесь отсутствовали «консервативные тормоза», создаваемые адаптированными и зажиточными членами Аксьон франсез или «Патриотической молодёжи». Это постоянно сказывалось в практической активности.
Программа «Французской солидарности» характеризовалась как «национальная, социальная и авторитарная». SF призывала уничтожить компартию, ликвидировать парламентскую систему, заменить административный аппарат прямой связью плебисцитарных общностей с главой государства. Политическая реформа походила на своего рода «бонапартистскую утопию». Экономические требования включали контроль над ценами, повышение заработков, отмену банковских процентов и долгов. Важное место в дискурсе занимал протест против коррупции. «Французская солидарность» призывала не к свержению демократической республики, а к защите республики, «избавлению от гнилой власти». Жан Рено и братья Дитте позиционировались как защитники «простого человека» от чиновничества и олигархии.
Эти лозунги, особенно антибанковские и антидолговые, встречали заметный отклик. Были установлены связи и проводились совместные акции с крестьянскими союзами, Аграрно-крестьянской партией, Лигой налогоплательщиков. При участии SF был создан Союз защиты сбережений. При этом митинги и демонстрации SF отличались особой стилистикой и риторикой — в духе «Мы казним их всех!» Силовые группы SF, в отличие от дисциплинированных «Огненных крестов» или вымуштрованной «Патриотической молодёжи», представляли собой дворовые группировки полууголовного типа.
6 февраля 1934 активисты «Французской солидарности» участвовали в антиправительственном мятеже под антикоррупционными лозунгами. Двое из них были убиты — предприниматель Гратьен Ноблен и безработный иммигрант мусульманин Галли Меццян. Через три месяца SF активно присоединилась к традиционному парижскому параду националистов памяти Жанны д'Арк.
«Французская солидарность» характеризовалась как самая маргинальная из «мятежных лиг»: «Бедность доктрины и посредственность лидерства компенсировалась шумным насилием». В то же время SF являла собой серьёзный политический феномен. Именно эта организация наиболее соответствовала критериям фашизма. И в то же время именно эта организация постоянно обращалась к наследию Великой французской революции, к «принципам 1789 года». Коти неустанно провозглашал идейно-политическую триаду: «республиканство, бонапартизм, плебисцитарность». Уничтожение ФКП, слом парламентской системы, свержение правящей чиновно-буржуазной элиты понималось как установление настоящей республики, подлинного народовластия в «Новом государстве».

## Фашистский уклон
В первый год существования «Французской солидарности» определённое сдерживающее влияние оказывал Франсуа Коти. Но оно ослабевало по мере исчерпания финансирования с его стороны. После смерти Коти в июле 1934 руководство полностью перешло к импульсивному Жану Рено. Он занял пост президента SF. Генеральным секретарём стал Жак Дитте, исполнительным директором — Франсуа Дитте.
Произошла резкая радикализация SF в фашистском направлении. Рено призывал к «национальной революции, народной диктатуре, беспощадному правосудию». В пропаганде усиливались антисемитские и антимасонские мотивы (евреи и масоны отождествлялись с международным банковским капиталом и Коминтерном).
Проявились симпатии Рено к итальянскому фашизму. Члены «Французской солидарности» стали носить форму (синего цвета), маршировать строем, были введены ритуалы поклонения вождю. Рено публично выражал восхищение Муссолини и Гитлером, хотя подчёркивал, что фашизм и нацизм не могут копироваться на французской почве. Идеологию SF вырабатывали крупный промышленник Луи Муйесо, видные интеллектуалы Жан-Пьер Максенс, Тьери Молнье. Их усилиями доктрина SF приобретала чётко корпоративистский характер, вполне сообразный фашизму. Однако вождистские амбиции Рено привели к быстрому разрыву и уходу интеллектуалов из организации.
В 1934 «Французская солидарность» заключила коалиционное соглашение с «Патриотической молодёжью». «Мятежные лиги» Жана Рено и Пьера Теттенже создали Национальный фронт. SF активно проводила «уличную политику» коалиции, но масштабного развития проект не получил.
Исследователи относят «Французскую солидарность» к категории левого фашизма. Но фашистский характер SF часто ставится под сомнение. Идеология и политика организации носила сильный отпечаток личности лидера. Жан Рено не являлся фашистом — его взгляды соединяли бонапартизм с авторитарным национал-популизмом. Не только взгляды, но и личные качества Рено, проникнутого французской культурой, не соответствовали роли фашистского вождя.

## Роспуск и трансформация
После февральских событий 1934 власти начали постепенно сворачивать деятельность «мятежных лиг». Предвидя запрет, «Французская солидарность» преобразовалась в партийную структуру. Первоначально партия называлась Название менялось несколько раз: первоначально Партия французской солидарности (Parti de la solidarité française), с декабря 1935 — Национальная корпоративистская республиканская партия (Parti National Corporatif Républicai, PNCR).
На парламентских выборах 1936 «Французская солидарность» выдвинула трёх кандидатов — Жана Рено, Луи Муйесо, Жан-Пьера Максенса. Никто из них не был избран. Победу одержал Народный фронт — объединение социалистов, радикалов и коммунистов. Правительство возглавил социалист Леон Блюм. Рено жёстко критиковал Блюма как марксиста и еврея, неадекватно причислял его к силам, терроризирующим Россию. Максенс ставил казнь Блюма в задачи будущей «национальной власти».
С 10 января 1936 вступил в силу закон, расширявший полномочия правительства по запрету и роспуску «частных милиций» и политических организаций, имеющих военизированные формирования. 18 июня 1936 правительство Блюма применило этот закон в отношении «Французской солидарности»-PNCR (также были распущены «Огненные кресты», «Патриотическая молодёжь», ранее Аксьон франсез). Уже в июле Рено преобразовал организацию в Партию французского объединения (Parti du Rassemblement Français), а с 1937 — в Партию французских фасций (Parti du Faisceau Français, PFF).
По идеям, оргструктуре, кадрам, риторике «Французская солидарность» создавалась именно как «мятежная лига». Партийный формат не удавался такой организации. Деятельность PFF сама собой сходила на нет и окончательно прекратилась в 1939. Но активисты «Французской солидарности» с 1936 вступали в откровенно фашистскую Французскую народную партию (PPF). Лидер PPF Жак Дорио вполне соответствовал критериям фашистского вождя. Многие идеи и методики SF были унаследованы партией Дорио. Жан Рено в годы немецкой оккупации поддержал коллаборационистский режим маршала Петэна, затем постепенно вернулся к литературной деятельности.